# Commewijnestraat

Het beeld van Johan Eilerts de Haan in 1912

De Commewijnestraat is een straat in Paramaribo die loopt van de Nickeriestraat naar de Jagernath Lachmonstraat.

## Bouwwerken
De straat begint aan de Nickeriestraat en loopt parallel aan de Surinamestraat en de Jagernath Lachmonstraat. Er zijn afslagen naar een aantal straten, waaronder de Coesewijnestraat, en de straat eindigt bij de Coppenamemarkt aan de Jagernath Lachmonstraat.
In de straat bevinden zich het Arthur Alex Hoogendoorn Atheneum, de J.H.N Polanenschool (voorheen  Kweek-A), een bezoekerscentrum van het Surinaams Museum, het Politie Opleidings Centrum, het sport- en recreatiecomplex Oase met onder meer tennisvelden en een zwembad en de Ontwikkelingsdienst van het ministerie van Onderwijs, Wetenschap en Cultuur.

### Bezoekerscentrum Surinaams Museum
Op nummer 18 bevindt zich een vestiging van het Surinaams Museum. Hier bevindt zich het depot en sinds 2006 ook een bibliotheek met klimaatbeheersing en een expositieruimte waar wisselende exposities worden gehouden.

## Gedenktekens
Hieronder volgt een overzicht van de gedenktekens in de straat:
| Onderwerp                                  | Type        | Kunstenaar                                               | Onthulling | Locatie                                                            | Omschrijving                                         |
| ------------------------------------------ | ----------- | -------------------------------------------------------- | ---------- | ------------------------------------------------------------------ | ---------------------------------------------------- |
| Borstbeeld van Barnet Lyon                 | borstbeeld  | Italiaanse maker, ontwerp (foto) van Alfred del Castilho | 1908       | depot en bibliotheek Surinaams Museum                              | agent-generaal voor de Immigratie                    |
| Borstbeeld van koningin Wilhelmina         | borstbeeld  | Atelier Erven Grisanti                                   | 1909       | depot en bibliotheek Surinaams Museum                              | Koningin Wilhelmina, geschenk aan Leprozerie Majella |
| Borstbeeld van Johan Eilerts de Haan       | borstbeeld  | Bart van Hove                                            | 1912       | depot en bibliotheek Surinaams Museum                              | leider Corantijn-expeditie                           |
| Plaquette van Johannes Martinus Theunissen | gedenkplaat | Erwin de Vries                                           | 2003       | Jan Theunissen, oprichter van het Arthur Alex Hoogendoorn Atheneum | onderwijspionier                                     |